# シャルルボア郡 (ミシガン州)
シャルルボア郡（英: Charlevoix County）は、アメリカ合衆国ミシガン州に位置する郡である。人口は26,054人（2020年）。郡庁所在地はシャルルボアである。

## 地理

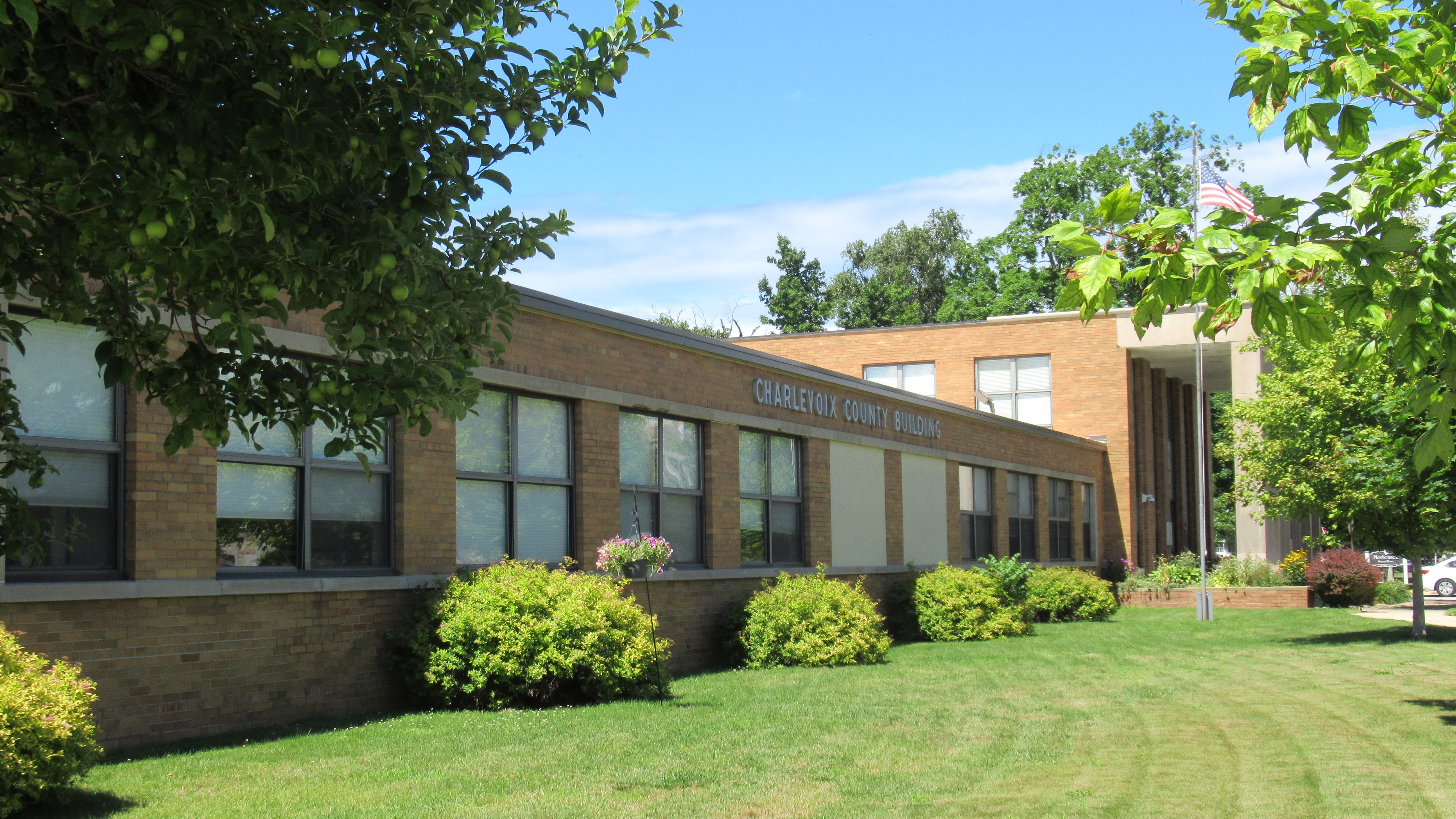
シャルルボワ郡庁

アメリカ合衆国統計局によると、この郡は総面積3,602 km2 (1391 mi2)である。このうち1,080 km2 (417 mi2)が陸地で2,522 km2 (974 mi2) が水地域である。総面積の70.03%が水地域となっている。

## 隣接する郡
- マキナック郡（北）
- シボイガン郡、エメット郡（北東）
- オトセゴ郡（南東）
- アントリム郡（南）
- リーラノー郡（南西）
- スクールクラフト郡（北西）

## 人口動静
2000年国勢調査で、この郡は人口26,090人、10,400世帯、及び7,311家族が暮らしている。人口密度は24/km2 (63/mi2) である。14/km2 (37/mi2) の平均的な密度に15,370軒の住宅が建っている。この郡の人種的な構成は白人96.31%、アフリカン・アメリカン0.17%、先住民1.54%、アジア0.23%、太平洋諸島系0.09%、その他の人種0.41%、及び混血1.25%である。ここの人口の1.04%はヒスパニックまたはラテン系である。
シャルルボア郡においては、18歳未満の未成年と同居している世帯が10.400世帯あり、その割合は31.80%である。58.40%が結婚して夫婦で同居している世帯であり、8.10%が夫のいない女性が世帯主となっている世帯であり、29.80%の世帯が家族を構成していない世帯となっている。25.20%の世帯が1人暮らしをしており、10.50%の世帯は65歳以上の高齢者が1人で暮らす世帯となっている。同郡における1世帯の平均的なサイズは2.48人、平均的な家族数は2.96人となっている。
この郡内の住民は25.90%が18歳未満の未成年、18歳以上24歳以下が6.50%、25歳以上44歳以下が27.40%、45歳以上64歳以下が25.20%、及び65歳以上が14.90%にわたっている。中央値年齢は39歳である。女性100人ごとに対して男性は97.90人である。18歳以上の女性100人ごとに対して男性は94.80人である。
この郡の世帯ごとの平均的な収入は39,788米ドルであり、家族ごとの平均的な収入は46,260米ドルである。男性は32,457米ドルに対して女性は22,447米ドルの平均的な収入がある。この郡の一人当たりの収入 (per capita income) は20,130米ドルである。人口の8.00%及び家族の5.40% は貧困線以下である。全人口のうち18歳未満の10.00%及び65歳以上の5.90%は貧困線以下の生活を送っている。

## 都市、村、及び郡区

### 都市
- シャルルボア（郡庁所在地）
- ボインシティ
- イーストジョーダン

### 村
- ボインフォールズ

### 郡区
- Bay Township
- Boyne Valley Township
- Chandler Township
- Charlevoix Township
- Evangeline Township
- Eveline Township
- Hayes Township
- Hudson Township